# Unibrachium columbianum
Unibrachium columbianum — вид багатощетинкових кільчастих червів родини Погонофори (Siboglinidae). Абісальний вид, що поширений у водах Карибського моря.